# Julius Ludwig August Koch
Julius Ludwig August Koch (4 de diciembre de 1841, Laichingen, Reino de Wurtemberg – 25 de junio de 1908, Zwiefalten, Imperio Alemán) fue un psiquiatra alemán conocido por su trabajo en la identificación y descripción de la "psicopatía constitucional". Sus investigaciones en el ámbito de la psiquiatría, particularmente su obra Die psychopathischen Minderwertigkeiten publicada en 1891, influyeron significativamente en la comprensión temprana de los trastornos de personalidad. Aunque su concepto de "degeneración" ha sido objeto de críticas en la medicina moderna, su impacto en la evolución de la psiquiatría es innegable.

## Biografía
Koch nació en la localidad de Laichingen en el estado de Württemberg. Su padre era un médico generalista que dirigía su propio manicomio privado.
Koch trabajó durante varios años como químico y luego estudió medicina en Tubinga de 1863 a 1867. Posteriormente trabajó como médico y posteriormente ingresó en un hospital psiquiátrico. En 1874 se convirtió en director del hospital psiquiátrico estatal de Zwiefalten (Württemberg).
Descrito como profundamente arraigado en la fe cristiana, las primeras obras de Koch tenían una mentalidad filosófica. En 1882 publicó "Investigaciones epistomológicas" (Erkenntnistheoretische Untersuchungen) y en 1885 "Esbozos de filosofía" (Grundriss der Philosophie). En 1886 su "La realidad y su conocimiento" (Die Wirklichkeit und ihre Erkenntnis) fue un intento de unir la filosofía de Immanuel Kant con las teorías cristianas.
Koch argumentó que el cuerpo y el alma son parte del mundo material natural, mientras que la mente (geist) es la forma a través de la cual se ejerce la libertad, pero también un reclamo moral de Dios. Sintió que las tendencias filosóficas contra el cristianismo de una nación conducirían a aflicciones y peligros. En general, su filosofía ha sido descrita como casera y bastante dogmática, especialmente en lo que respecta a los elementos religiosos.

## Psiquiatría
A partir de 1887, Koch se centró más en cuestiones clínicas psiquiátricas. En 1888 publicó un breve libro de texto de psiquiatría (Kurzgefaßter Leitfaden der Psychiatrie). Allí introdujo su concepto de "inferioridad psicopática" (Psychopathische Minderwertigkeiten).
Entre 1891 y 1893, Koch publicó en tres partes Die psychopathischen Minderwertigkeiten (Inferioridades psicopáticas). Este trabajo proporcionó más detalles sobre lo que pretendía ser un concepto moralmente imparcial de individuos con diversas disfunciones mentales. De lo contrario, tales condiciones podrían haber sido etiquetadas en ese momento como formas de locura moral.
La inferioridad psicopática se diferenciaba de otras formas de psicopatología, como la locura con delirios o alucinaciones, o el déficit intelectual grave ("idiotez"). Dividió las psicopatías en formas congénitas y adquiridas, y cada una de esas categorías en formas de gravedad creciente. La "disposición" psicopática significaba una enfermedad mental reconocible. "Defecto" o "corrección" psicopática (Belastung), significaba "anomalías en la excitabilidad, falta de armonía, un yo excéntrico y contradictorio, peculiaridades, impulsos y arrebatos instintivos primordiales y algo periódico en su comportamiento". La "degeneración" psicopática significaba "una debilidad mental habitual, ya sea principalmente en el ámbito intelectual o principalmente en el moral, o en ambos". El uso del término "degeneración" se produjo en el contexto de la teoría de la degeneración pseudo genética de inspiración religiosa que prevalecía en ese momento.
Sin embargo, Koch argumentó que las personas con estas condiciones no deberían ser castigadas tan severamente y que deberían existir instituciones especiales para ellos. Esto se basó en que, aunque no estaban claramente "locos", tenían una responsabilidad disminuida. Se dice que los comentarios de Koch sobre el libre albedrío y el determinismo, tanto en su obra filosófica como psiquiátrica, son tan similares al debate actual sobre el libre albedrío y la neurociencia que algunos pasajes ni siquiera parecen históricos.
Koch escribió un ensayo en 1894 titulado Die Frage nach dem geborenen Verbrecher (La cuestión del criminal nato). Generalmente dividía a los delincuentes habituales en mentalmente sanos y mentalmente anormales, siendo estos últimos los tipos criminales "psicópatas". Sugirió que podría haber tipos adquiridos y congénitos. Especuló que podría haber una debilidad para provocar el crimen en ciertos entornos, o un impulso convincente hacia el crimen. Una inclinación criminal, pensaba Koch, siempre iba acompañada de otros síntomas mentales. Sin embargo, pensaba que podía ocurrir en personas por lo demás muy respetables, como aberraciones ocasionales, como un "estímulo específico al crimen". Sin embargo, los legos en Alemania pronto utilizaron el término, o su versión abreviada, "inferiores", para referirse a cualquier individuo que supuestamente padeciera una inclinación constitucional hacia el crimen.
Koch se jubiló en 1898.

## Legado
En Alemania, el término de Koch se redujo generalmente a 'minderwertigkeit' (inferiores), se usó indistintamente con 'degenerado' y se aplicó principalmente a tipos criminales. Después de la Primera Guerra Mundial, los psiquiatras abandonaron ese término y utilizaron en su lugar psychopathisch y sus derivados Psychopathie y Psychopathen. En realidad, se trataba de un intento de evitar suposiciones de inferioridad biológica, moral o social y, en cambio, ser neutral y "científico". Las teorías de Koch solo habían estado ligeramente vinculadas a la teoría de la degeneración y, por lo tanto, sobrevivieron a la popularidad decreciente de esa teoría después de la guerra. El concepto de psicopatía inicialmente se refería no solo a conductas antisociales, sino a una amplia gama de cuestiones que luego se clasificaron en la categoría de "trastornos de la personalidad".
El término "inferioridad psicopática constitucional" finalmente se hizo popular en Estados Unidos en la década de 1920. La idea de "constitucional" significaba dentro de la constitución de la persona, dentro de su naturaleza física o psicológica. Fue utilizado por los psiquiatras para clasificar, por ejemplo, a "los no aptos o parcialmente aptos que proporcionan el material de reclutamiento para muchas de las neurosis y psicosis⁣". Esto incluía a personas que sufrieron conmoción durante la guerra, así como a aquellos que simplemente no parecían capaces de funcionar en la sociedad moderna, o que cometieron crímenes. Algunos psiquiatras preferían el término "personalidad psicopática". Por la misma época, el austriaco Alfred Adler desarrolló su idea del complejo de inferioridad, que se hizo ampliamente conocida.
Algunas de las inferioridades psicopáticas fueron posteriormente reformuladas como personalidades anormales por Kurt Schneider, y algunas de las condiciones terminaron conociéndose hoy como trastornos de la personalidad. El término psicopatía en sí adquirió un significado específico y notorio de condición de amoralidad y comportamiento antisocial o violento. Se dice que Koch no pretendía semejante concepto moralmente peyorativo; había aplicado el término "psicópata" para referirse a un defecto orgánico en el cerebro, y el término inferioridad para referirse simplemente a una disfunción. Sin embargo, fue probablemente su concepto y terminología los que proporcionaron el desafortunado conglomerado de aspectos de inferioridad, amoralidad y comportamiento socialmente dañino.

## Obras Principales
- Koch, Julius L. A. (1891). Die psychopathischen Minderwertigkeiten. Stuttgart: Verlag von Ferdinand Enke.